# Bernd Dürnberger
Bernd Dürnberger (født 17. september 1953 i Kirchanschöring, Vesttyskland) er en tysk tidligere fodboldspiller (midtbane).
Dürnberger spillede hele sin aktive karriere, fra 1972 til 1985, hos Bayern München. Han spillede over 350 ligakampe for klubben.
Dürnberger var med til at vinde adskillige titler med Bayern. Det blev til hele fem Bundesliga-titler, to DFB-Pokaler, samt Mesterholdenes Europa Cup i både 1974, 1975 og 1976. I 1974-finalen startede han på bænken, og blev skiftet ind et kvarter før tid, mens han startede på banen i både 1975- og 1976-finalerne.

## Titler
Bundesligaen
- 1973, 1974, 1980, 1981 og 1985 med Bayern München

DFB-Pokal
- 1982 og 1984 med Bayern München

Mesterholdenes Europa Cup
- 1974, 1975 og 1976 med Bayern München

Intercontinental Cup
- 1976 med Bayern München